# Davide Sanguinetti
Davide Sanguinetti (* 25. August 1972 in Viareggio) ist ein ehemaliger italienischer Tennisspieler.

## Karriere
Sanguinetti besuchte von 1991 bis 1992 die Hopman Tennis Academy in Florida und studierte danach für zwei Jahre Wirtschaftswissenschaften an der UCLA. Seine erste Profisaison absolvierte er 1993. Von sechs erreichten ATP-Finals konnte er 2002 zwei gewinnen. Zum einen in Mailand gegen Roger Federer mit 7:6, 4:6, 6:1 und in Delray Beach gegen Andy Roddick mit 6:4, 4:6, 6:4. Seinen einzigen Titel als Doppelspieler gewann er 1997 mit Dinu Pescariu in Umag. Zudem gewann er zehn Challenger-Turniere.
Sein größter Erfolg bei einem Grand-Slam-Turnier war das Erreichen des Viertelfinales von Wimbledon im Jahr 1998. Von 1998 bis 2003 spielte Sanguinetti für die italienische Davis-Cup-Mannschaft und absolvierte insgesamt 22 Matches.

## Turniersiege
| Legende                                               |
| Grand Slam                                            |
| Tennis Masters Cup                                    |
| ATP Masters Series                                    |
| ATP Championship Series ATP International Series Gold |
| ATP World Series ATP International Series (3)         |
| ATP Challenger Series (15)                            |

| ATP-Titel nach Belag |
| Hartplatz (1)        |
| Sand (1)             |
| Rasen (0)            |
| Teppich (1)          |

### Einzel

#### Turniersiege

##### ATP Tour
| Nr. | Datum           | Turnier      | Belag       | Finalgegner   | Ergebnis       |
| --- | --------------- | ------------ | ----------- | ------------- | -------------- |
| 1.  | 28. Januar 2002 | Mailand      | Teppich (i) | Roger Federer | 7:67, 4:6, 6:1 |
| 2.  | 4. März 2002    | Delray Beach | Hartplatz   | Andy Roddick  | 6:4, 4:6, 6:4  |

##### Challenger Tour
| Nr. | Datum             | Turnier      | Belag     | Finalgegner       | Ergebnis        |
| --- | ----------------- | ------------ | --------- | ----------------- | --------------- |
| 1.  | 8. Juni 1997      | Oberstaufen  | Sand      | Tomas Nydahl      | 6:4, 6:2        |
| 2.  | 13. Juli 1997     | Fürth        | Sand      | Andrea Gaudenzi   | 4:6, 7:6, 6:3   |
| 3.  | 12. April 1998    | Neapel       | Sand      | Marat Safin       | 6:4, 6:4        |
| 4.  | 22. August 1999   | Prag         | Sand      | Petr Kralert      | 7:5, 2:6, 6:3   |
| 5.  | 19. März 2000     | Salinas      | Hartplatz | Luis Horna        | 6:2, 6:2        |
| 6.  | 8. Oktober 2000   | Bratislava   | Hartplatz | Rainer Schüttler  | 7:5, 6:1        |
| 7.  | 10. Februar 2002  | Breslau      | Hartplatz | Antony Dupuis     | 6:3, 6:2        |
| 8.  | 16. November 2003 | Helsinki     | Hartplatz | Robin Söderling   | 6:4, 7:64       |
| 9.  | 31. Juli 2005     | Recanati (1) | Hartplatz | Daniele Bracciali | 6:4, 4:6, 6:3   |
| 10. | 30. Juli 2006     | Recanati (2) | Hartplatz | Simone Bolelli    | 6:4, 3:0 aufgg. |

#### Finalteilnahmen
| Nr. | Datum              | Turnier       | Belag         | Finalgegner        | Ergebnis       |
| --- | ------------------ | ------------- | ------------- | ------------------ | -------------- |
| 1.  | 10. Mai 1998       | Coral Springs | Sand          | Andrew Ilie        | 5:7, 4:6       |
| 2.  | 17. September 2000 | Taschkent     | Hartplatz     | Marat Safin        | 3:6, 4:6       |
| 3.  | 25. Februar 2001   | Memphis       | Hartplatz (i) | Mark Philippoussis | 3:6, 7:65, 3:6 |
| 4.  | 16. Februar 2003   | San José      | Hartplatz (i) | Andre Agassi       | 3:6, 1:6       |

### Doppel

#### Turniersiege

##### ATP Tour
| Nr. | Datum         | Turnier | Belag | Partner       | Finalgegner                 | Ergebnis |
| --- | ------------- | ------- | ----- | ------------- | --------------------------- | -------- |
| 1.  | 21. Juli 1997 | Umag    | Sand  | Dinu Pescariu | Dominik Hrbatý Karol Kučera | 7:6, 6:4 |

##### Challenger Tour
| Nr. | Datum              | Turnier   | Belag     | Partner          | Finalgegner                          | Ergebnis       |
| --- | ------------------ | --------- | --------- | ---------------- | ------------------------------------ | -------------- |
| 1.  | 5. November 1995   | Ahmedabad | Sand      | Pietro Pennisi   | Ivan Baron João Cunha e Silva        | 7:6, 6:4       |
| 2.  | 8. August 1999     | Posen     | Sand      | Massimo Ardinghi | Hugo Armando Andrei Tscherkassow     | 6:4, 6:4       |
| 3.  | 12. September 1999 | Sofia     | Sand      | Massimo Ardinghi | Nebojša Đorđević Dušan Vemić         | 6:4, 6:2       |
| 4.  | 30. November 2003  | Mailand   | Teppich   | Takao Suzuki     | Mariusz Fyrstenberg Marcin Matkowski | 6:4, 7:5       |
| 5.  | 20. Juli 2006      | Recanati  | Hartplatz | Simone Bolelli   | Sebastian Rieschick Viktor Troicki   | 6:1, 3:6, 10:4 |

#### Finalteilnahmen
| Nr. | Datum           | Turnier | Belag       | Partner       | Finalgegner                       | Ergebnis  |
| --- | --------------- | ------- | ----------- | ------------- | --------------------------------- | --------- |
| 1.  | 5. Februar 1995 | Zagreb  | Teppich (i) | Andreas Seppi | Jaroslav Levinský Michal Mertiňák | 6:77, 1:6 |